# Valencia de Alcántara (Gerichtsbezirk)
Der Gerichtsbezirk Valencia de Alcántara ist einer der sieben Gerichtsbezirke in der Provinz Cáceres.
Der Bezirk umfasst 8 Gemeinden auf einer Fläche von 1.380,72 km² mit dem Hauptquartier in Valencia de Alcántara.

## Gemeinden
| Gemeinde                             | Einwohner (2024) | Fläche km² | Dichte Einw./km² | Cod INE | Postleitzahl |
| ------------------------------------ | ---------------- | ---------- | ---------------- | ------- | ------------ |
| Carbajo                              | 177              | 27,94      | 6                | 10046   | 10511        |
| Cedillo                              | 434              | 61,56      | 7                | 10062   | 10513        |
| Herrera de Alcántara                 | 224              | 121,61     | 2                | 10094   | 10512        |
| Herreruela                           | 325              | 113,72     | 3                | 10095   | 10560        |
| Membrío                              | 572              | 207,74     | 3                | 10119   | 10580        |
| Salorino                             | 537              | 157,65     | 3                | 10162   | 10570        |
| Santiago de Alcántara                | 465              | 95,67      | 5                | 10169   | 10510        |
| Valencia de Alcántara                | 5.196            | 594,83     | 9                | 10203   | 10500        |
| Gerichtsbezirk Valencia de Alcántara | 7.930            | 1.380,72   | 6                | –       | –            |